# Nadpiliczne Parki Krajobrazowe
Treść tego artykułu może nie być zgodna z zasadami neutralnego punktu widzenia.
Dokładniejsze informacje o tym, co należy poprawić, być może znajdują się w dyskusji tego artykułu.
 Po wyeliminowaniu niedoskonałości należy usunąć szablon [[Szablon:Dopracować|]] z tego artykułu.
Nadpiliczne Parki Krajobrazowe – oddział terenowy Zespołu Parków Krajobrazowych Województwa Łódzkiego, obejmujący trzy parki krajobrazowe: Przedborski, Sulejowski i Spalski.
OT Nadpilicznych Parków Krajobrazowych ochrania najcenniejsze fragmenty doliny Pilicy, charakteryzujące się bogactwem przyrodniczym, zróżnicowanym ukształtowaniem terenu oraz bogatą kulturą i tradycją lokalną. Zarząd Parków został utworzony w 1994 r. i początkowo obejmował Przedborski Park Krajobrazowy oraz Sulejowski Park Krajobrazowy, a w 1995 r. dołączył Spalski Park Krajobrazowy, co pozwoliło powołać Zespół Nadpilicznych Parków Krajobrazowych.
Nadpiliczne Parki Krajobrazowe położone są w dolinie Pilicy lub w jej bliskim sąsiedztwie. Pilica stanowi o walorach przyrodniczych i kulturowych zespołu i jest łącznikiem parków doliny Pilicy. Każdy z parków posiada swoje charakterystyczne krajobrazy: od wyżynnych w Przedborskim Parku Krajobrazowym, przez nadrzeczne, leśne i związane z wodami Zbiornika Sulejowskiego w Sulejowskim Parku Krajobrazowym, po bogate w zabytki kultury materialnej w Spalskim Parku Krajobrazowym.
Siedziba OT NPK znajduje się w Moszczenicy w enklawie leśnej, przy drodze nr 712 relacji Piotrków – Koluszki. Zespół posiada również oddział terenowy w Przedborzu.
Nadzór nad Zespołem Nadpilicznych Parków Krajobrazowych w Moszczenicy do roku 2009 sprawował wojewoda łódzki. W 2008 roku parki krajobrazowe na mocy ustawy z dnia 3 października 2008 r. o udostępnianiu informacji o środowisku i jego ochronie, udziale społeczeństwa w ochronie środowiska oraz o ocenach oddziaływania na środowisko, stały się jednostkami organizacyjnymi województwa. Od 2009 r. nadzór na ZNPK sprawuje Sejmik Województwa Łódzkiego. 01.01.2013 OT ZNPK wszedł w skład Zespołu Parków Krajobrazowych Województwa Łódzkiego i zmienił nazwę na Oddział Terenowy Nadpilicznych Parków Krajobrazowych.

## Przedborski Park Krajobrazowy
Przedborski Park Krajobrazowy został utworzony w czerwcu 1988 r. Największymi wartościami Parku są: malownicze i różnorodne krajobrazy, z dominującymi wzniesieniami o wysokości ponad 300 m n.p.m., cenne przyrodniczo doliny rzek: Pilicy i Czarnej Włoszczowskiej, rozległe obszary podmokłe i torfowiskowe, bogata flora i fauna, korzystne warunki bioklimatyczne związane z obfitością lasów, czyste wody powierzchniowe, ustronność położenia, przewaga tradycyjnych form gospodarki rolnej, obecność zabytków architektury i kultury ludowej.
Rezerwaty parku:
- Bukowa Góra – rezerwat leśny – ciepłolubna buczyna.
- Murawy Dobromierskie – rezerwat stepowy – murawy i zarośla kserotermiczne.
- Oleszno – rezerwat leśny – podmokłe lasy w Niecce Zabrodzkiej.
- Piskorzeniec – rezerwat torfowiskowo-leśny – torfowiska, bagienne lasy i bory.
- Czarna Rózga – rezerwat leśny – lasy liściaste z licznymi drzewami pomnikowymi.
- Ewelinów – rezerwat leśny – w granicach otuliny.

## Spalski Park Krajobrazowy
Spalski Park Krajobrazowy został utworzony w 1995 roku. Naturalną osią parku jest dolina Pilicy z różnorodnością krajobrazów związanych z meandrującą rzeką, jej starorzeczem i dopływami oraz przyległymi lasami będącymi pozostałościami dawnej puszczy. Najbardziej interesujący krajobrazowo fragment doliny to przełomowy odcinek rzeki w pobliżu Inowłodza. Z terenów krawędziowych doliny w Legnicy i Zakościelu rozpościerają się rozległe panoramy widokowe. Równie atrakcyjnymi miejscami widokowymi są tereny w okolicach Łęgu i Grotowic.
Rezerwaty parku:
- Jeleń – rezerwat leśny – naturalny wielogatunkowy lasu z udziałem jodły
- Sługocice – rezerwat florystyczny – żywiec dziewięciolistny
- Konewka – rezerwat leśny – dąbrowa świetlista
- Spała – rezerwat leśny – naturalnych lasy liściaste, łęgowe
- Żądłowice – rezerwat leśny – suche bory sosnowe, olsy
- Gać Spalska – rezerwat leśny

## Sulejowski Park Krajobrazowy
Sulejowski Park Krajobrazowy został utworzony w 1994 roku. Park obejmuje i ochrania jeden z najcenniejszych fragmentów dorzecza Pilicy w jej środkowym odcinku od okolic Bąkowej Góry po okolice Tomaszowa Mazowieckiego. Osią parku jest rzeka Pilica i utworzony na niej w latach 70. XX wieku Zalew Sulejowski. Park ochrania krajobraz nadrzeczny Pilicy, Czarnej Malenieckiej (Koneckiej), delty Luciąży, śródleśnych strumieni, np. strugi Młynki czy Rosochy. W SPK znajduje się fragment najlepiej zachowanego koryta Pilicy charakteryzujący się licznymi, naturalnymi i malowniczymi meandrami.
Rezerwaty parku:
- Błogie – rezerwat leśny o pow. 68,22 ha, utworzony w 1976 r.
- Gaik – rezerwat leśny o pow. 35,85 ha ,utworzony w 1976 r.
- Twarda – rezerwat leśny o pow. 22,79 ha, utworzony w 1976 r.
- Czarny Ług – niewielki rezerwat torfowiskowy o pow. 2,46 ha, utworzony w 1996 r.
- Jaksonek – leśno-florystyczny o pow. 79,67 ha, utworzony w 1984 r.
- Jawora – rezerwat florystyczny o pow. 87,99 ha, utworzony w 1987 r.
- Las Jabłoniowy – rezerwat leśny o powierzchni 19,03 ha, utworzony w 1996.
- Lubiaszów – rezerwat leśny o pow. 202,49 ha, rezerwat stanowi obszar wyznaczony do objęcia ochroną Natura 2000
- Meszcze – rezerwat leśny o pow. 35,32 ha, utworzony w 1959 roku.
- Niebieskie Źródła – rezerwat wodno-krajobrazowy o pow. 28,77 ha, utworzony w 1961 r.
- Wielkopole – rezerwat leśny o pow. 42,08 ha, utworzony w 1984 r.